# André Bello
Pour les articles homonymes, voir Bello (homonymie).
Cet article possède un paronyme, voir André Belleau.
André Bello, né le 24 avril 1878 à Tortorella et mort le 6 novembre 1941 à São João del-Rei au Brésil, est un photographe italien du début du XXe siècle.

## Biographie
André Bello, formé à Milan, s'installe au Brésil en 1910, d'abord à Juiz de Fora, puis à São João del-Rei, ville où il fonde un studio photographique.
André Bello ne doit pas être confondu avec Andrés Bello.